# Juan de Acosta

Localização do município de Juan de Acosta no departamento de Atlántico.

Juan de Acosta é um município da Colômbia do departamento de Atlántico.